# Wit-Rusland op het Eurovisiesongfestival 2007

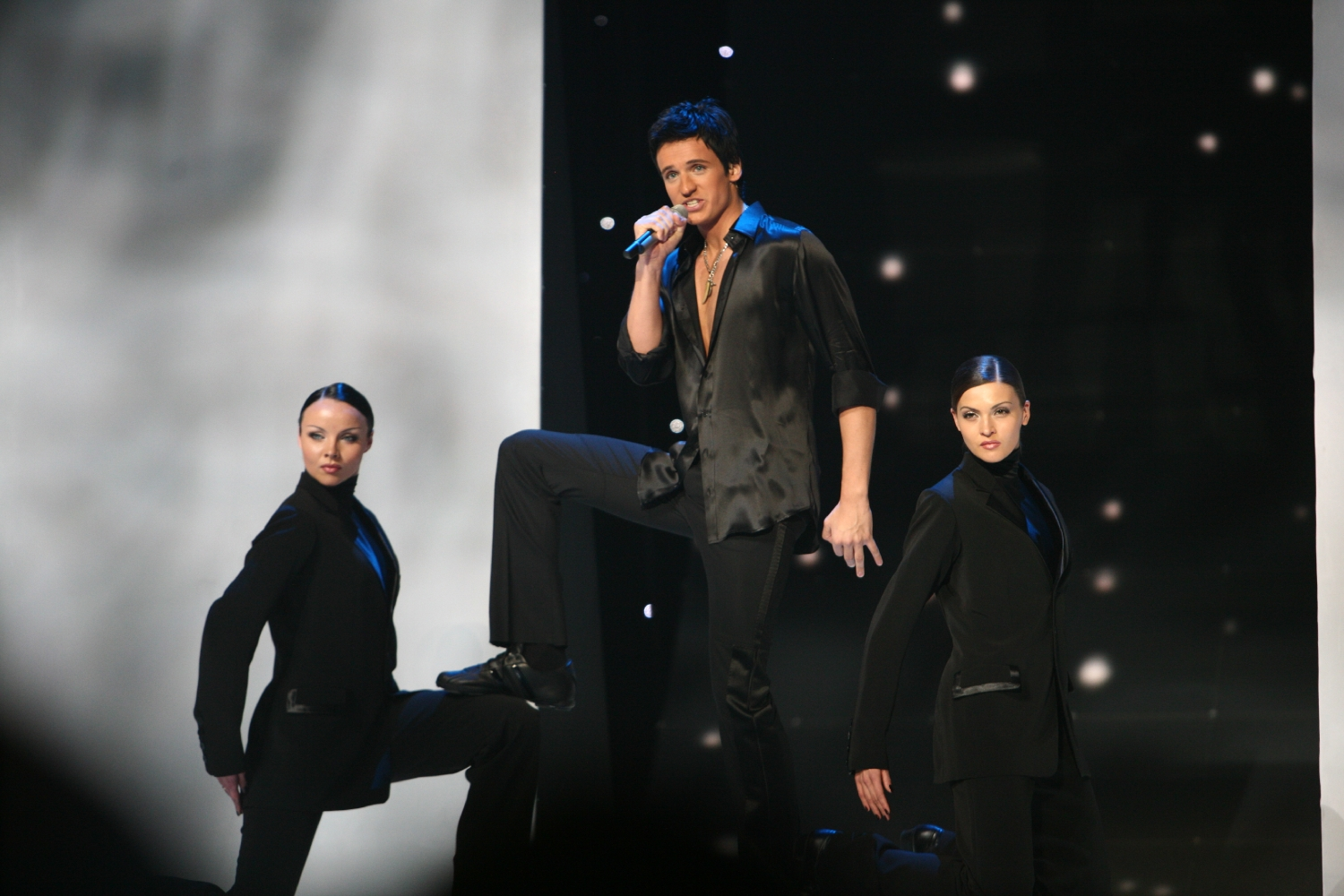
Dmitri Koldoen in Helsinki.

Wit-Rusland nam deel aan het Eurovisiesongfestival 2007 in Helsinki, Finland. Het was de 4de deelname van het land op het Eurovisiesongfestival. Dmitri Koldoen werd gekozen om het land te vertegenwoordigen. De BTRC was verantwoordelijk voor de Wit-Russische bijdrage voor de editie van 2007.

## Selectieprocedure
Eurofest 2007 was de tv-show waarin Wit-Rusland zijn kandidaat voor het Eurovisiesongfestival 2007 koos. De show verliep over twee avonden. De halve finale vond plaats in december 2006, de finale een maand later. Tijdens de halve finales werden de vijftien kandidaten voorgesteld aan het grote publiek, dat daarna via televoting kon stemmen. De winnaar van de televoting ging door naar de finale, aangevuld met de twee favorieten van de vakjury. In de finale koos de vakjury uiteindelijk voor Dmitri Koldoen, die tussen de twee rondes zijn lied veranderde van Angel mechty naar Work your magic.

## Eurofest 2007

### Halve finale
| Plaats | Artiest                    | Lied                   | Stemmen |
| ------ | -------------------------- | ---------------------- | ------- |
| 1      | Dmitri Koldoen             | Angel mechty           | 4412    |
| 2      | Litesound                  | Summer trip            | 1999    |
| 3      | Diana Goertskaja           | How long               | 1582    |
| 4      | The Project                | S.U.P.E.R.S.T.A.R.     | 1288    |
| 5      | Svayaki                    | Salodki myodzik        | 1149    |
| 6      | Borneo                     | Fingertips             | 693     |
| 7      | Natalia Tamelo             | So badly high          | 585     |
| 8      | Anna Sjarkoenova           | Sorvatsa i vniz        | 553     |
| 9      | LENA                       | Call me (September 11) | 467     |
| 10     | Viktor Psjenitsniy         | Sooner or later        | 462     |
| 11     | Natalia Lapteva & XXXLight | I don't know           | 334     |
| 12     | New Generation             | Belarus                | 171     |
| 13     | Dali                       | Mechtai so mnoy        | 142     |
| 14     | Irina Jarina               | Krotkiy dozhd          | 81      |
| 15     | Oleg Karpenko              | I feel good tonight    | 39      |

#### Finale
| Volgorde | Artiest          | Lied               |
| -------- | ---------------- | ------------------ |
| 1        | Diana Goertskaja | How long           |
| 2        | Dmitri Koldoen   | Angel mechty       |
| 3        | The Project      | S.U.P.E.R.S.T.A.R. |

## In Helsinki
In de halve finale trad Wit-Rusland aan als vierde van 28 landen, na Cyprus en voor IJsland. Wit-Rusland zat in een van de tien enveloppen, waarmee het land zich plaatste voor de finale. Achteraf zou blijken dat Koldun op een vierde plaats was geëindigd in de halve finale, met 176 punten. Het was de eerste keer in de geschiedenis dat Wit-Rusland zich plaatste voor de finale. In de finale trad Wit-Rusland als derde van 24 acts aan, na Spanje en voor Ierland. Aan het einde van de puntentelling stond Wit-Rusland op de zesde plaats, met 145 punten. Tot op heden is dit de beste Wit-Russische prestatie op het Eurovisiesongfestival.

### Gekregen punten

#### Halve Finale
| 12 punten                                          | 10 punten                                                                     | 8 punten                        | 7 punten                            | 6 punten                |
| -------------------------------------------------- | ----------------------------------------------------------------------------- | ------------------------------- | ----------------------------------- | ----------------------- |
| - Armenië - Israël - Moldavië - Oekraïne - Rusland | - Cyprus - Letland - Litouwen                                                 |                                 | - Estland - Griekenland - Malta     | - Bulgarije - Ierland   |
| 5 punten                                           | 4 punten                                                                      | 3 punten                        | 2 punten                            | 1 punt                  |
| - Tsjechië - Turkije                               | - Albanië - Georgië - IJsland - Noord-Macedonië - Montenegro - Polen - Servië | - Noorwegen - Roemenië - Zweden | - Bosnië en Herzegovina - Hongarije | - Denemarken - Portugal |

#### Finale
| 12 punten                     | 10 punten                                     | 8 punten            | 7 punten                                       | 6 punten                          |
| ----------------------------- | --------------------------------------------- | ------------------- | ---------------------------------------------- | --------------------------------- |
| - Israël - Oekraïne - Rusland | - Armenië - Malta - Moldavië                  | - Georgië - Letland | - Estland - Litouwen - Noord-Macedonië - Polen | - Cyprus                          |
| 5 punten                      | 4 punten                                      | 3 punten            | 2 punten                                       | 1 punt                            |
| - Griekenland                 | - Bosnië en Herzegovina - Hongarije - IJsland | - Montenegro        | - Albanië - Servië - Tsjechië                  | - Bulgarije - Portugal - Roemenië |

### Punten gegeven door Wit-Rusland

#### Halve Finale
| 12 punten | Moldavië  |
| 10 punten | Servië    |
| 8 punten  | Georgië   |
| 7 punten  | Portugal  |
| 6 punten  | Slovenië  |
| 5 punten  | Polen     |
| 4 punten  | Andorra   |
| 3 punten  | IJsland   |
| 2 punten  | Letland   |
| 1 punt    | Hongarije |

#### Finale
| 12 punten | Rusland     |
| 10 punten | Oekraïne    |
| 8 punten  | Moldavië    |
| 7 punten  | Servië      |
| 6 punten  | Georgië     |
| 5 punten  | Armenië     |
| 4 punten  | Slovenië    |
| 3 punten  | Griekenland |
| 2 punten  | Litouwen    |
| 1 punt    | Finland     |

2004 · 2005 · 2006 · 2007 · 2008 · 2009 · 2010 · 2011 · 2012 · 2013 · 2014 · 2015 · 2016 · 2017 · 2018 · 2019 · 2020-2025